# Якоб Фік
Якоб Фік (нім. Jacob Fick; 17 січня 1912, Ульм — 22 квітня 2004) — німецький офіцер, штандартенфюрер СС. Кавалер Лицарського хреста Залізного хреста.

## Біографія
В 1929 році вступив в Гітлер'югенд. Член НСДАП (квиток №145 672) і СС (посвідчення №3 247). В березні 1934 року вступив у частини посилення СС, з 1936 року командував ротою. З 10 червня 1936 року — командир 4-ї роти мотоциклетного батальйону СС, з 10 жовтня 1939 року — зенітної батареї. Учасник Польської і Французької кампаній. З 20 серпня 1940 року — викладач тактики юнкерського училища СС в Бад-Тельці, з 1 травня 1941 року — в Брауншвейгу. 15 вересня 1941 року відряджений на фронт у складі Добровольчого легіону СС «Норвегія». З 1 травня 1942 року — командир мотоциклетного батальйону дивізії СС «Дас Райх». Учасник Німецько-радянської війни. В 1942 році командував 1-м батальйоном полку СС «Лангемарк» своєї дивізії. В 1943-45 роках командував 37-м моторизованим полком СС 17-ї моторизованої дивізії СС «Гьотц фон Берліхінген», з 22 по 26 березня 1945 року — командир дивізії. Після війни змінив прізвище на Бріль-Фік. 

## Звання
- Гауптштурмфюрер СС (9 листопада 1936)
- Штурмбаннфюрер СС (21 квітня 1942)
- Оберштурмбаннфюрер СС (30 січня 1944)
- Штандартенфюрер СС (30 березня 1945)

## Нагороди
- Почесний кут старих бійців
- Медаль «У пам'ять 13 березня 1938 року»
- Медаль «У пам'ять 1 жовтня 1938»
- Залізний хрест
  - 2-го класу (7 жовтня 1939)
  - 1-го класу (20 липня 1940)
- Штурмовий піхотний знак в бронзі
- Медаль «За зимову кампанію на Сході 1941/42»
- Нагрудний знак «За поранення» в чорному
- Лицарський хрест Залізного хреста (23 квітня 1943)
- Німецький хрест в золоті (15 червня 1943)